# Cathy
Pour l’article homonyme, voir Cathy (comic strip).
Pour les articles ayant des titres homophones, voir Kathy et Katie.
Cette page présente le prénom Cathy ainsi que ses variantes.
Cathy est un prénom féminin, diminutif de Catherine.

## Personnalités portant le prénom Cathy
- Pour l'ensemble des articles sur les personnes portant ce prénom, consulter :
  - la liste des articles dont le titre commence par ce prénom
  - les listes produites par Wikidata : Liste des personnes de prénom « Cathy » — même liste en incluant les éventuels prénoms composés qui contiennent « Cathy ».

Le prénom est notamment porté par :
- Cathy Andrieu (1970-), mannequin et actrice française ;
- Cathy Berberian (1925-1983), cantatrice américaine d'origine arménienne ;
- Cathy Berx (1969-), femme politique belge ;
- Cathy Cavadini (1961-), actrice américaine ;
- Cathy Chedal (1968-), skieuse alpine française ;
- Cathy Daguerre (Marie-Catherine Daguerre) (1960-), syndicaliste et femme politique française ;
- Cathy Davey (1978-), chanteuse irlandaise ;
- Cathy Delanssay (1976-), illustratrice et auteur française pour la jeunesse ;
- Cathy Fischer (1988-), journaliste allemande ;
- Cathy Dietrich (1987-), nageuse française ;
- Cathy Downs (1924-1976), actrice américaine ;
- Cathy Dutruch (1959), auteur française pour la jeunesse ;
- Cathy Fleury (Catherine Fleury-Vachon) (1966-), judoka française ;
- Cathy Freeman (1973-), athlète australienne ;
- Cathy Gauthier (1977-), humoriste québécoise ;
- Cathy Guetta (Catherine Lobe) (1967-), femme d'affaires française ;
- Cathy Guisewite (1950-), dessinatrice américaine de bande dessinée ;
- Cathy Jones (1955-), actrice, scénariste et productrice canadienne ;
- Cathy Kelly, auteur irlandaise ;
- Cathy Konrad, productrice américaine ;
- Cathy Kopp (Catherine Pirquin) (1949-), personnalité française du monde des affaires ;
- Cathy Lee Crosby (1944-), actrice et productrice américaine ;
- Cathy Malfois (Catherine Malfois) (1955), joueuse française de basket ;
- Cathy Melain (Catherine Melain) (1974-), joueuse de basket française ;
- Cathy Ménard, actrice pornographique française ;
- Cathy Moncassin-Prime (1977-), coureuse cycliste française ;
- Cathy Moriarty (1960-), actrice américaine ;
- Cathy O'Donnell (Ann Steely) (1923-1970), actrice américaine ;
- Cathy Pill, styliste belge ;
- Cathy Plasman (1964-), femme politique belge ;
- Cathy Rogers (1968-), productrice et présentatrice de télévision britannique ;
- Cathy Rosier (1945-2004), actrice française ;
- Cathy Sarraï (Kalthoum Sarraï) (1962-2010), de la version française de Super Nanny ;
- Cathy Tanvier (Catherine Tanvier) (1965-), joueuse de tennis française ;
- Cathy Weseluck (1970-), actrice de doublage canadienne ;
- Cathy Ytak (1962), traductrice et écrivaine française.